# رحمت افشار
رحمت افشار (زادهٔ ۹ مهر ۱۳۱۴) نوازنده، رهبر ارکستر و مُدرس موسیقی اهل ایران است.

## زندگی‌نامه
رحمت نشان افشار معروف به رحمت افشار در سال ۱۳۱۴ متولد شد. او از کلاس پنجم ابتدایی به مدرسه عالی موسیقی راه یافت. در سال ۱۳۳۷ مدرک لیسانس موسیقی نظامی را دریافت کرد. پس از آن همکاری خود را با ارکستر هنرستان موسیقی و ارکستر سمفونیک تهران به عنوان نوازنده کلارینت (قره‌نی) آغاز نمود. وی از سال ۱۳۴۰ تا ۱۳۵۸ (زمان تعطیلی هنرستان پس از انقلاب ۱۳۵۷) در هنرستان موسیقی ملی به تدریس کلارینت پرداخت. وی مجدداً در سال ۱۳۶۴ برای تدریس در هنرستان موسیقی پسران دعوت به همکاری شد. او رهبری و فرماندهی گروه‌های مختلفِ موسیقی نظامی را تا زمان بازنشستگی بر عهده داشت.
در سال ۱۳۸۷ در اختتامیه نخستین جشنواره موسیقی نظامی از «سرهنگ رحمت افشار» تقدیر به عمل آمد. همچنین در دومین آیین «سال نوای موسیقی ایران» در بهمن ۱۳۹۵ با قدر دانی از مقام هنری «رحمت افشار» از وی تجلیل شد.

## فعالیت‌های هنری
از جمله فعالیت‌های هنری رحمت افشار به موارد زیر می‌توان اشاره کرد:
همکاری با ارکستر سمفونیک تهران، تدریس در هنرستان موسیقی، تدریس در مدرسه هنر و ادبیات صدا و سیما، فرماندهی دسته موزیک ارتش، فرماندهی و ریاست شعبه موزیک نیروی هوایی